# Dendriopoterium menendezii
Dendriopoterium menendezii är en rosväxtart som beskrevs av Eric R.Svensson Sventenius. Dendriopoterium menendezii ingår i släktet Dendriopoterium och familjen rosväxter. Utöver nominatformen finns också underarten D. m. virescens.

## Bildgalleri

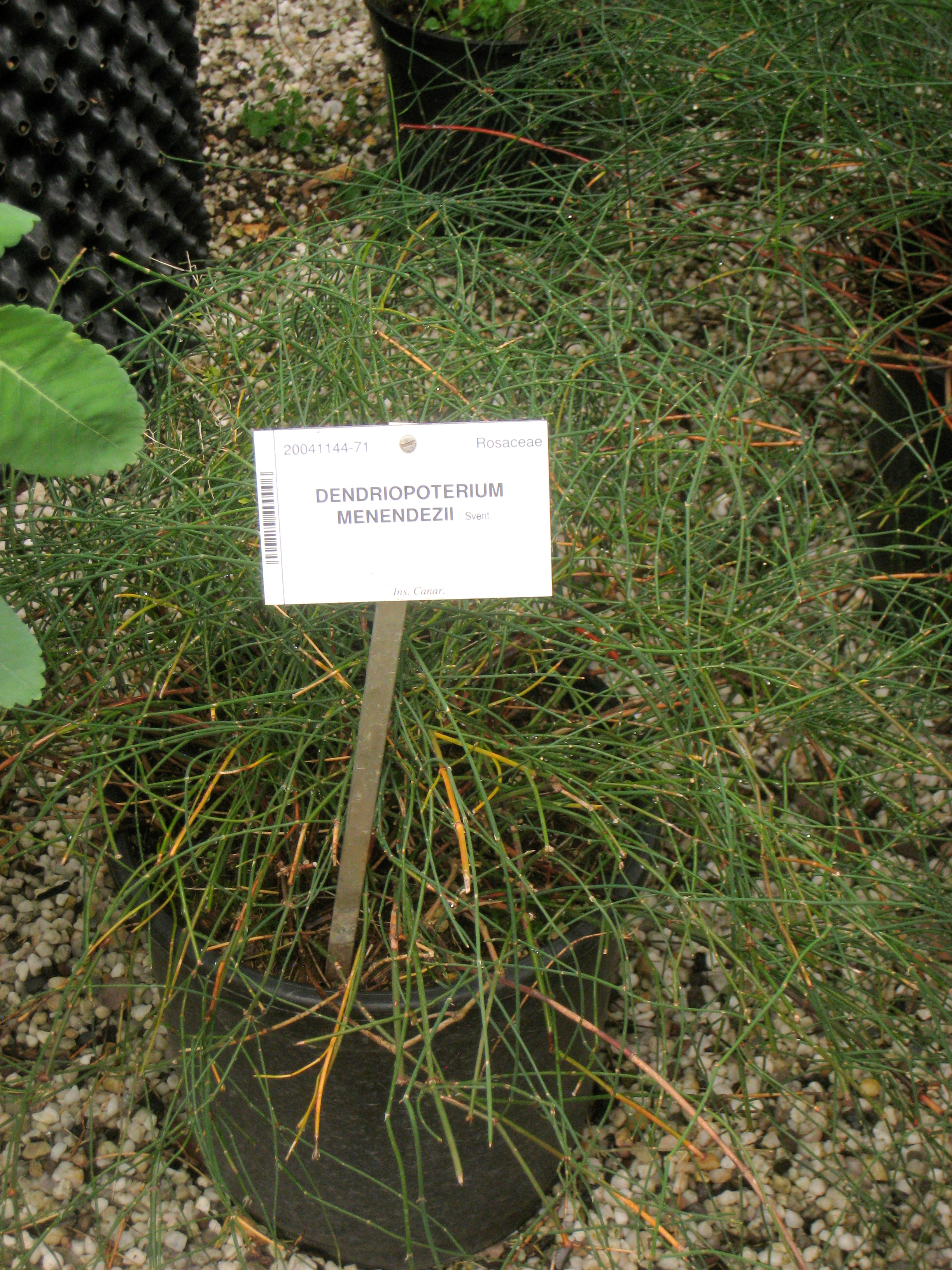
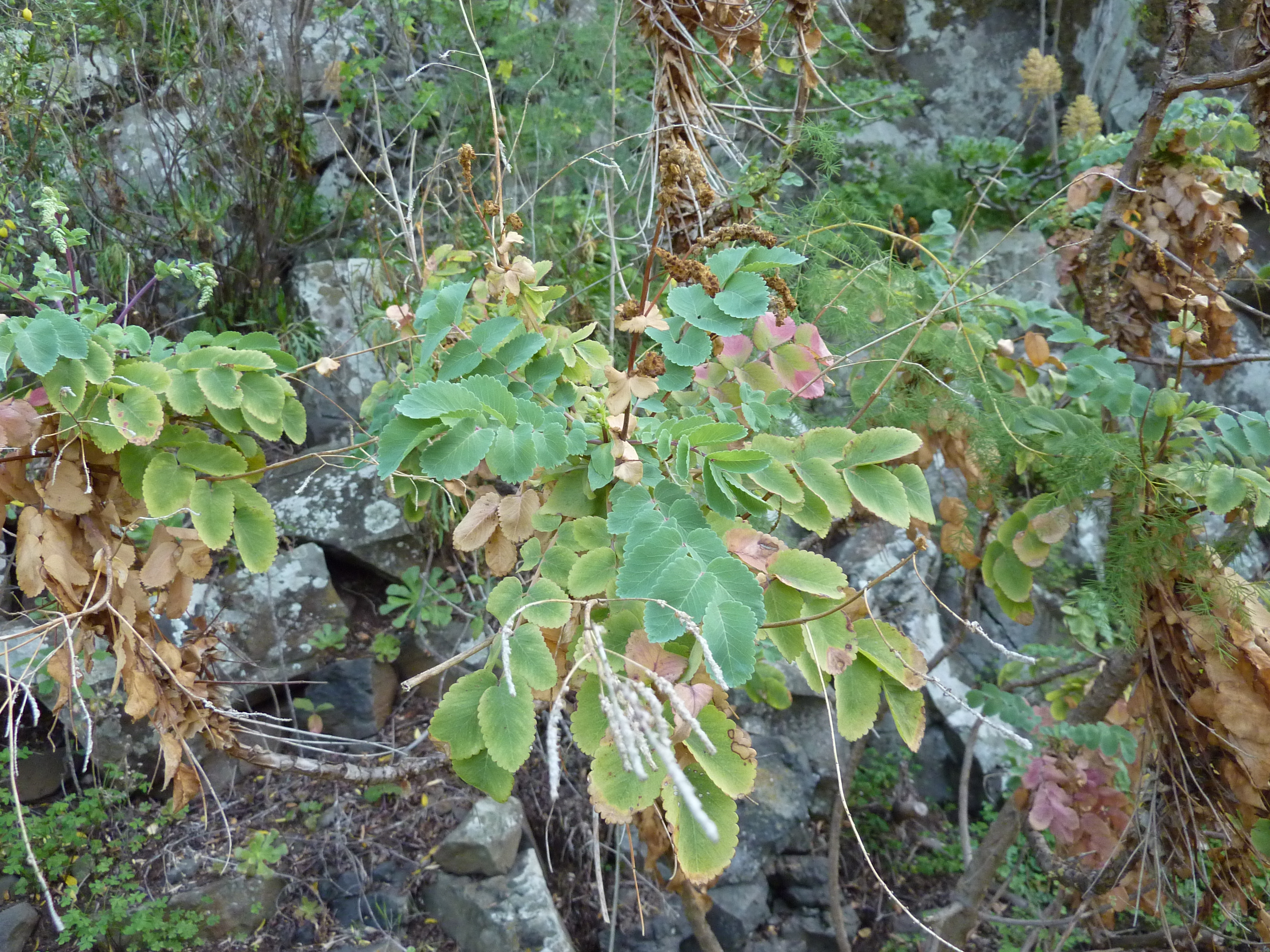